# Ostrowiec Świętokrzyski
Ostrowiec Świętokrzyski là một thị trấn thuộc huyện Ostrowiecki, tỉnh Świętokrzyskie ở trung tâm Ba Lan. Thị trấn có diện tích 46 km². Đến ngày 1 tháng 1 năm 2011, dân số của thị trấn là 71959 người và mật độ 1550 người/km².